# Anton Delbrück
Anton Wolfgang Adalbert Delbrück (Halle, 23 gennaio 1862 – Kirchzarten, 21 febbraio 1944) è stato uno psichiatra tedesco.

## Biografia
Apparteneva a una famiglia borghese: era figlio di Ernst Delbrück (1814-1892), di professione medico, e della moglie Anna Klenze (1826-1879); suo fratello Clemens sarà un importante politico. Anton Delbrück studiò Medicina all'Università di Lipsia ottenendo la laurea nel 1886. Dal 1886 al 1889 fu assistente presso l'Irrenanstalt Altscherbitz, l'ospedale psichiatrico di Altscherbitz (nei pressi di Lipsia), da cui passò all'Irrenanstalt Friedrichsberg di Amburgo. Nel 1890 divenne assistente di Auguste Forel alla Psychiatrische Universitätsklinik Zürich, il famoso istituto universitario di psichiatria noto anche col nome di Burghölzli. Qui Delbrück si interessò soprattutto delle patologie legate all'alcolismo; nel 1891 descrisse la pseudologia fantastica, caratterizzata dal ricorso abituale alle bugie. Nel 1899 ritornò in Germania e divenne direttore della clinica psichiatrica St. Jürgen-Asyl di Brema, dove rimase fino al 1927, anno del suo pensionamento.

## Opere (selezione)
- «Zur Lehre von der Kreuzung der Nervenfasern im Chiasma nervorum opticorum». Arch. f. Psychiat. 21, pp. 746–777 (1890) DOI: 10.1007/BF02229736
- Über Hamlets Wahnsinn. Akademischer Rathhausvortrag, gehalten am 24. November 1882 in Zürich. Hamburg: Verl.-Anst. und Dr. A.-G., 1893.
- Forel A, Delbrück A. «Entwurf eines schweizerischen Irrengesetzes». Arch. f. Psychiat. 28, pp. 307–317 (1896)
- Gerichtliche Psychopathologie. Ein kurzes Lehrbuch für Studierende, Ärzte und Juristen. Leipzig: Johann Ambrosius Barth, 1897.
- Hygiene des Alkoholismus. In: Weyl's Handbuch der Hygiene, Vol. III, Fischer, 1901
- «Ueber Trinkeranstalten». Psychiat. Wchnschr. 3, pp. 311–316 (1901)
- «Ueber die forensische Bedeutung der Dementia præcox». Deutsch. Med.-Beamten-Ver. Off. Ber. 6, pp. 23–33 (1907)
- «Die Beziehungen zwischen Alkohol und Paralyse». Med. Bl. 30, pp. 469 (1907)
- «Das Alkoholverbot in Amerika». Ztschr. f. Völkerpsychol. u. Soziol. 1, pp. 34; 139 (1925)
- «Zur Asylierung der Trinker». Allg. Zschr. Psychiat. 84, pp. 101–22 (1926)
- «Die gegenwärtigen Probleme für den Irrenarzt im Kampfe gegen den Alkoholismus». Psychiat.-neur. Wschr. 31, pp. 27–31 (1929)